# ラファエル・ペレイラ・ダ・シウバ
ラファエウ・ペレイラ・ダ・シウヴァ（Rafael Pereira da Silva, 1990年7月9日 - ）は、ブラジル・リオデジャネイロ州出身の元サッカー選手。現役時代のポジションはディフェンダー。

## 経歴

### クラブ
フルミネンセFCのユースチームでプレイしていたが、2005年の夏に香港で開催されたマンチェスター・ユナイテッド・プレミアカップで、マンチェスター・ユナイテッドFCのスカウトの目に留まり、2008年1月、同じくフルミネンセに所属していた兄のファビオとともにマンチェスター・ユナイテッドへ移籍した。
2008年8月4日に行われたピーターバラ・ユナイテッドとのプレシーズンマッチでマンチェスター・ユナイテッドの選手としてデビュー。プレシーズンで活躍を見せ、2008-09シーズンのトップチームのメンバーに登録され、開幕戦のニューカッスル・ユナイテッドとの試合で途中出場し、プレミアリーグデビューを果たした。2008年11月8日のアーセナル戦で公式戦初ゴールを決めた。
2012-13シーズンから2011年に引退したガリー・ネヴィルの背番号2番を受け継いだ。
2015年8月3日、フランスのオリンピック・リヨンへ移籍することを発表した。2019年までの4年契約を結んだ。
2020年9月8日、イスタンブール・バシャクシェヒルFKと2年契約（1年延長オプション）を結んだ。
2021年9月8日、ボタフォゴFRに移籍した。
2024年4月、今年いっぱいで現役を引退することを表明した。

### 代表
世代別代表を経験しており、2007年にはU-17ブラジル代表としてU-17ワールドカップを経験した。

## 個人成績
| 所属クラブ        | 背番号     | シーズン   | リーグ | リーグ | FAカップ | FAカップ | リーグカップ | リーグカップ | CL     | CL   | その他 | その他 | 期間通算 | 期間通算 |
| 所属クラブ        | 背番号     | シーズン   | 出場数 | 得点   | 出場数   | 得点     | 出場数       | 得点         | 出場数 | 得点 | 出場数 | 得点   | 出場数   | 得点     |
| ----------------- | ---------- | ---------- | ------ | ------ | -------- | -------- | ------------ | ------------ | ------ | ---- | ------ | ------ | -------- | -------- |
| マンチェスター・U | 21         | 2008–09    | 16     | 1      | 2        | 0        | 5            | 0            | 4      | 0    | 1      | 0      | 28       | 1        |
| マンチェスター・U | 21         | 2009–10    | 8      | 1      | 0        | 0        | 4            | 0            | 4      | 0    | 0      | 0      | 16       | 1        |
| マンチェスター・U | 21         | 2010–11    | 16     | 0      | 3        | 0        | 2            | 0            | 7      | 0    | 0      | 0      | 28       | 0        |
| マンチェスター・U | 21         | 2011–12    | 12     | 0      | 1        | 0        | 1            | 0            | 3      | 0    | 1      | 0      | 18       | 0        |
| マンチェスター・U | 2          | 2012–13    | 28     | 3      | 4        | 0        | 1            | 0            | 7      | 0    | –      | –      | 40       | 3        |
| マンチェスター・U | 2          | 2013–14    | 19     | 0      | 0        | 0        | 5            | 0            | 3      | 0    | 1      | 0      | 28       | 0        |
| マンチェスター・U | 2          | 2014–15    | 10     | 0      | 1        | 0        | 1            | 0            | 3      | 0    | –      | –      | 11       | 0        |
| クラブ通算        | クラブ通算 | クラブ通算 | 109    | 5      | 11       | 0        | 18           | 0            | 28     | 0    | 3      | 0      | 169      | 5        |
| リヨン            | 20         | 2015-2016  |        |        |          |          |              |              |        |      |        |        |          |          |
| 期間通算          | 期間通算   | 期間通算   | 109    | 5      | 11       | 0        | 18           | 0            | 28     | 0    | 3      | 0      | 169      | 5        |

## タイトル

### クラブ
マンチェスター・ユナイテッドFC
- プレミアリーグ：3回（2008-09、2010-11、2012-13）
- フットボールリーグカップ：2回（2008-09、2009-10）
- FAコミュニティ・シールド：3回（2008、2011、2013）
- FIFAクラブワールドカップ：1回（2008）

ボタフォゴFR
- カンピオナート・ブラジレイロ・セリエB：1回（2021）
- コパ・リベルタドーレス：1回（2024）
- カンピオナート・ブラジレイロ・セリエA：1回（2024）